# Maranhão (ur. 1984)
Luis Carlos dos Santos Martins (ur. 19 czerwca 1984) – brazylijski piłkarz występujący na pozycji napastnika.

## Kariera piłkarska
Od 2005 roku występował w Sertãozinho, Comercial, Monte Azul, Marília, Ventforet Kofu, Tokyo Verdy, Ulsan Hyundai, Jeju United, Al-Qadsiah, Naft Masjed Soleyman, Gangwon FC i Zwegabin United.